# Grassmanniana

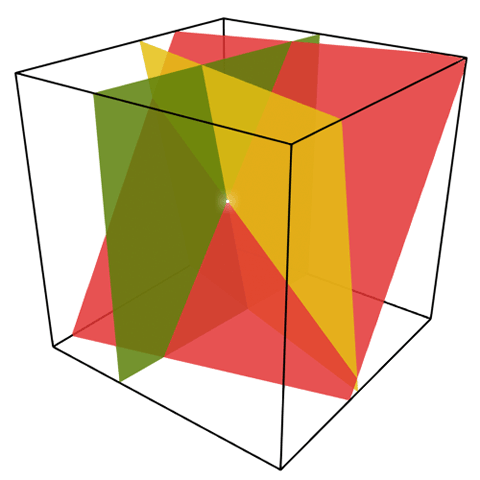
Tre piani distinti nello spazio, tutti passanti per l'origine. Ciascuno di questi piani è un punto nella grassmanniana.

In matematica, la grassmanniana di uno spazio vettoriale {\displaystyle V} è l'insieme di tutti i suoi sottospazi aventi dimensione fissata {\displaystyle k}. Questo insieme è indicato generalmente con il simbolo
{\displaystyle \operatorname {Gr} _{k}(V).}
Per {\displaystyle k=1} la grassmanniana è l'insieme delle rette in {\displaystyle V}, ovvero lo spazio proiettivo
{\displaystyle \operatorname {Gr} _{1}(V)=\mathbb {P} (V).}
Il nome è legato al matematico tedesco Hermann Grassmann.

## Esempi
Se {\displaystyle V} è lo spazio euclideo {\displaystyle \mathbb {R} ^{n}} (ad esempio il piano cartesiano {\displaystyle \mathbb {R} ^{2}} oppure lo spazio tridimensionale {\displaystyle \mathbb {R} ^{3}}) la grassmanniana è l'insieme dei sottospazi di dimensione {\displaystyle k} dello spazio.
Ad esempio, 
{\displaystyle \operatorname {Gr} _{1}(\mathbb {R} ^{2})}
è l'insieme di tutte le rette nel piano passanti per l'origine, mentre
{\displaystyle \operatorname {Gr} _{1}(\mathbb {R} ^{3})}
è l'insieme di tutte le rette nello spazio passanti per l'origine. Inoltre
{\displaystyle \operatorname {Gr} _{2}(\mathbb {R} ^{3})}
è l'insieme di tutti i piani nello spazio passanti per l'origine. Poiché ogni piano è ortogonale nello spazio ad un'unica retta (sempre passante per {\displaystyle O}), c'è una naturale funzione biunivoca
{\displaystyle f\colon \operatorname {Gr} _{1}(\mathbb {R} ^{3})\to \operatorname {Gr} _{2}(\mathbb {R} ^{3})}
tra le due grassmanniane.
La grassmanniana più semplice che non sia isomorfa ad uno spazio proiettivo è l'insieme dei piani in uno spazio quadridimensionale:
{\displaystyle \operatorname {Gr} _{2}(\mathbb {R} ^{4}).}

## Proprietà

### Dimensioni
Se {\displaystyle V} è uno spazio di dimensione {\displaystyle n} finita su cui è definito un prodotto scalare non degenere, è possibile associare ad ogni sottospazio {\displaystyle k}-dimensionale {\displaystyle W} il suo ortogonale {\displaystyle W^{\perp }}, avente dimensione {\displaystyle n-k}. In questo modo il prodotto scalare definisce un isomorfismo fra le grassmanniane di dimensione complementare:
{\displaystyle \operatorname {Gr} _{k}(V)\cong \operatorname {Gr} _{n-k}(V).}
L'isomorfismo dipende dal prodotto scalare scelto.

### Spazio proiettivo
La grassmanniana rappresenta i sottospazi vettoriali di dimensione {\displaystyle k} di {\displaystyle V}. Poiché tali sottospazi sono in naturale corrispondenza biunivoca con i sottospazi proiettivi {\displaystyle (k-1)}-dimensionali di {\displaystyle \mathbb {P} (V)}, la grassmanniana rappresenta anche i sottospazi proiettivi di uno spazio proiettivo.
La grassmanniana non rappresenta però i sottospazi affini.

### Spazio omogeneo
La grassmanniana può essere definita nel modo seguente con gli strumenti dell'algebra. Il gruppo generale lineare {\displaystyle GL(V)} agisce sui {\displaystyle k}-sottospazi vettoriali di {\displaystyle V} in modo transitivo. Sia {\displaystyle H} lo stabilizzatore di un sottospazio (è un sottogruppo di {\displaystyle GL(V)}). Si può quindi scrivere
{\displaystyle \operatorname {Gr} _{k}=\operatorname {GL} (V)/H.}
Con questa definizione la grassmanniana risulta essere dotata automaticamente di alcune strutture aggiuntive. Se lo spazio vettoriale è reale o complesso, il gruppo {\displaystyle GL(V)} è un gruppo di Lie e la grassmanniana è conseguentemente una varietà differenziabile. In particolare, è uno spazio topologico: la topologia concretizza le nozioni di "vicinanza" e "lontananza" fra sottopazi e di "movimento continuo" di sottospazi.
Dalla definizione segue anche che la grassmanniana è uno spazio omogeneo: i suoi punti (cioè i sottospazi) sono moralmente indistinguibili.

### Spazio compatto

La compattezza della grassmanniana è un fenomeno caratteristico della geometria degli spazi vettoriali e proiettivi. Non è presente in geometria affine, dove è possibile trovare una successione di piani paralleli sempre più lontani (e quindi non convergenti).

Nel caso in cui {\displaystyle V} sia reale o complesso, la grassmanniana è uno spazio topologico. Se {\displaystyle V} ha dimensione finita, la grassmanniana risulta essere uno spazio compatto.
Effettivamente, dopo aver scelto un prodotto scalare per {\displaystyle V} è possibile sostituire il gruppo generale lineare {\displaystyle GL(V)} con il gruppo ortogonale {\displaystyle O(V)}, che è compatto. La grassmanniana risulta quindi compatta perché quoziente di un compatto. Nel caso complesso, si sceglie analogamente un prodotto hermitiano e si usa il gruppo unitario.
La compattezza testimonia il fatto seguente: una successione di {\displaystyle k}-sottospazi contiene sempre una sottosuccessione di elementi che convergono ad un preciso sottospazio. Questo fatto è quindi valido sia per i sottospazi vettoriali che per quelli proiettivi. Non è però vera nel caso affine a causa del parallelismo: una successione di piani paralleli sempre più lontani non ha nessuna sottosuccessione convergente.